# 渚野洋子
渚野 洋子（なぎさの ようこ、1995年8月3日-)は、日本の元AV女優。ARMプロモーション所属。アダルトビデオの他、スタジオまさおにてヌードモデルとして活動していた。
旧芸名は結月なぎさ（ゆづき なぎさ）。

## 略歴
- 2013年5月24日、M.B.Dメディアブランドより『天使の放課後　結月なぎさ』でグラビアデビュー。
- ＊着エロ発売メーカー「メディアブランド」によれば、着エロデビュー時のプロフィールは生年月日：身長：151cm。スリーサイズ：B75cm(Bカップ),W58cm,H86cmとなっている。
- 2013年6月16日、アキバソフマップにて初めてのDVD発売記念イベントを行った[3]。
- 『ようこそ、なぎさ！』より事情により『渚野洋子』に改名する。[4]
- 2016年7月2日、ファンから勧められTwitterを開始。[5]
- 2017年6月17日、渚野洋子×もぎたてトマト『みんなでイメージビデオを作ろう』コラボ企画始動。同年11月2日発売『また、どこかで…〜妄想爆発!渚野洋子との新婚生活!?〜』が企画作品となる[6]。
- 2017年10月1日、『渚野洋子の素』DVD発売記念イベントにてイメージビデオ20本目発売、初地方での撮影会の開催が決定した。[7]
- 2017年12月7日、TwitterにてAVデビューする事を発表した。[8]
- 2018年1月1日、ファインピクチャーズより『独占！着エロアイドル渚野洋子AV Debut！ベロチューたっぷり本気レズH！極太双頭ディルドで連続絶頂！』でAVデビューを果たした。
- 2018年1月25日、Twitterにてストリップデビューする事を発表した。[9]
- 2018年3月1日、東洋ショー劇場で10日間限定でストリップとしてデビュー。[10][11]
- 2018年3月10日、10日間に渡る演目を経て、ストリップを引退。[12]
- 2018年3月14日、Twitterにて初めてのオフ会を開催する事を告知した。[13]
- 2018年4月8日、Twitterにて引退する事を発表した。[14]
- 2018年4月15日、初めてのオフ会を開催。同日をもって引退。[15]

## 人物
- デビューのきっかけは、Twitterでドール型取りのモデル募集を見かけ好奇心から応募する。が体型的にモデルは出来ないと断られる。体型がロリ系だからロリ路線でモデルをやってみないかと誘いを受けたのがきっかけである。
- 趣味:旅行･水泳
- 好きなもの:軟水･チーズ･食パン･海・イチゴ・お肉・野菜・紺色
- 嫌いなもの:甘いもの･炭酸飲料･寒い場所・
- ストリップ観賞が好きでよく劇場に足を運んでいる。
- 撮影でメイクさんに貼られる前張りが一番恥ずかしいという。[16]
- 胸へのこだわりがある。[17]
- 気を許すと方言が出てしまう。[18]

## 出演作品

### 結月なぎさ 名義
2013年
- 天使の放課後（5月24日、M.B.Dメディアブランド）
- pg 17-Seven Teen-（7月25日、ターンテーブル）

### 渚野洋子 名義
2013年
- ようこそ、なぎさ！ (9月6日、デジプラン)
- スクールドール (11月28日、もぎたてトマト)

2014年
- なぎさのさなぎ (1月24日、デジプラン)
- ぼくがカノジョにのぞむこと (5月31日、もぎたてトマト)
- なぎさのおまめさん (7月4日、デジプラン)
- 100%美少女vol.75 (9月19日、M.B.Dメディアブランド)
- 昭和女学生 vol.1 (12月19日、M.B.Dメディアブランド)

2015年
- セキララななぎさ (2月20日、デジプラン)
- セクハラの美学 vol.2 (4月17日、M.B.Dメディアブランド)
- 洋館の人妻 (5月22日、M.B.Dメディアブランド)

2016年
- なぎさのcherry (3月4日、デジプラン、)
- なぎさのSECOND VIRGIN (5月28日、もぎたてトマト)
- なぎさのヨーコ (10月1日、デジプラン)
- 艶夢 (12月5日、サウスアート)

2017年
- ギリギリ天国！ (2月3日、デジプラン)
- 渚野洋子の素 (9月28日、もぎたてトマト)
- また、どこかで…〜妄想爆発!渚野洋子との新婚生活!?〜 (11月2日、デジプラン)

### アダルトビデオ
2018年
- 独占！着エロアイドル渚野洋子AV Debut！ベロチューたっぷり本気レズH！極太双頭ディルドで連続絶頂！(1月1日、ファインピクチャーズ) 出演:川越ゆい
- 渚野洋子の禁断物語！いけないアブノーマルレズビアンな従姉妹と緊縛プレイ！もうやめられない変態快楽の連続に堕ちてゆく、私…(3月2日、ファインピクチャーズ) 共演:月野ゆりあ

### VR
2017年
- 濃厚バーチャルレズビアン３本立て！着エロアイドル渚野洋子ＡＶデビュー! ねっとりベロチュー、双頭ディルドで連続絶頂!!(12月28日、Twin butterfly) 共演:川越ゆい
- VR長尺！倒錯レズビアン3本立て！緊縛調教で快楽に目覚めていく着エロアイドル渚野洋子！目眩く連続絶頂に私、変態になってしまいました…(3月2日、Twin butterfly) 共演:月野ゆりあ

## 出演作品(同人作品)
2017年
- ガチ洗脳ちゃん 着エログラドルレイヤー渚〇〇子 (3月28、7月30、8月8日、8月11日、 Sex Syndrome)

## イベント
- 2013年7月10日、ラムタラMEDIA WORLD AKIBAにて『天使の放課後』DVD発売記念イベントを行った[19]。
- 2013年8月4日、アキバソフマップにて『pg 17-Seven Teen-』DVD発売記念イベントを行った[20]。
- 2013年9月1日、ラムタラMEDIA WORLD AKIBAにて『pg 17-Seven Teen-』DVD発売記念イベントを行った[21]。
- 2016年12月18日、アキバソフマップにて『艶夢』DVD発売記念イベントを行った[22]。
- 2017年10月1日、アミューズメントマーケットプレジャー秋葉原店[23]、アキバソフマップ[24]にて『渚野洋子の素』DVD発売記念イベントを行った[25]。
- 2018年1月28日、ソフマップAKIBA④号店アミューズメント館にて『独占！着エロアイドル渚野洋子AV Debut！ベロチューたっぷり本気レズH！極太双頭ディルドで連続絶頂！』DVD発売記念イベントを行った[26]。
- 2018年4月15日、ソフマップAKIBA④号店アミューズメント館にて『渚野洋子の禁断物語！いけないアブノーマルレズビアンな従姉妹と緊縛プレイ！もうやめられない変態快楽の連続に堕ちてゆく、私…』DVD発売記念イベントを行った[27]。